# Хиллери, Патрик
Патрик Джон Хиллери (англ. Patrick John Hillery, ирл. Pádraig Seán Ó hIrighile, 2 мая 1923, Спейниш-Порт, графство Клэр, Ирландское Свободное государство — 12 апреля 2008, Дублин, Ирландия) — ирландский политический и государственный деятель; член партии Фианна Файл, президент Ирландии с 3 декабря 1976 по 2 декабря 1990 года.

## Биография
Хиллери был сыном сельского врача Майкла Джозефа Хиллери. Закончив в 1947 году Дублинский университетский колледж как врач, принял отцовскую практику. Также он стал членом Национального совета здравоохранения и в течение года был коронером. В 1951 году Хиллери принял предложение лидера оппозиционной партии Фианна Файл Имона де Валеры, депутата от графства Клэр, баллотироваться в парламент. Хиллери был избран, а партия выиграла выборы. В 1959 году он вошёл в правительство Шона Лемасса как министр образования. На этом посту он занялся подготовкой образовательной реформы, увеличившей число общеобразовательных школ и технических колледжей в провинции. В 1965 году Хиллери стал министром промышленности и торговли, участвуя в реконструкции и развитии экономики страны, предпринятых Лемассом. В 1966 году он стал первым в истории страны министром труда, разрешая вопросы в отношениях рабочих и работодателей. В том же году Лемасс рассматривал Хиллери своим преемником, но последний отказался, и лидером Фианна Файл был избран Джек Линч. В 1969 году Хиллери был назначен министром иностранных дел Ирландии. На этом важном посту он способствовал политике Линча по примирению с Северной Ирландией и пытался привлечь в ООН внимание мирового сообщества к этой проблеме после Кровавого воскресенья 1972 года в Дерри. В том же году он подписал документы о присоединении Ирландии к ЕЭС.
После этого он с 1973 года стал первым представителем Ирландии, вошедшим в Европейскую комиссию. Хиллери стал её вице-председателем и комиссаром по социальной политике. Основной его задачей было установление равной оплаты для женщин. В 1976 году премьер-министр Лайам Косгрейв, представитель Фине Гэл, отказался переназначить Хиллери в Комиссию, и последний вернулся к медицинской деятельности. Однако в том же году президент Кэрролл О'Дэли вынужден был подать в отставку, и Фианна Файл выдвинула Хиллери кандидатом. Отсутствие соперников позволило ему занять эту должность без голосования.
В сентябре 1979 года незадолго до визита в страну Папы Римского Иоанна Павла II журналисты из издания Der Spiegel обвинили Хиллери в том, что в резиденции президента с ним проживает посторонняя женщина. Однако это оказалось неправдой, и Хиллери смог опровергнуть обвинения. В 1981 году, отказавшись по совету премьер-министра Чарльза Хоги присутствовать на свадьбе принца Уэльского Чарлза и Дианы Спенсер, Хиллери снова получил известность. В январе 1982 года произошёл очередной скандал. Правительство представителя Фине Гэл Гаррета Фицджеральда проиграло голосование по бюджету. Гаррет Фицджеральд подал Хиллери прошение об отставке и проведении досрочных выборов, которое Хиллери мог по Конституции отклонить. Однако после серии телефонных переговоров в том числе с представителями Фианна Файл Хиллери принял отставку. В то же время сторонники Фицджеральда считали, что Хиллери подвергся давлению своей партии. В 1983 году Хиллери был утверждён президентом на второй срок, вновь оказавшись единственным кандидатом. После истечения срока полномочий в 1990 году Хиллери удалился из политической жизни, лишь в 2002 году участвуя в успешной кампании за принятие Ниццкого договора на повторном референдуме.